# Station Eidanger
Station Eidanger is een station in Eidanger in de gemeente Porsgrunn in Telemark in Noorwegen. Het station ligt aan het oude tracé van Vestfoldbanen. Nadat het nieuwe tracé tussen Farriseidet en Porsgrunn werd geopend, in 2018, werd Eidanger gesloten voor personenvervoer. Het stationsgebouw uit 1882 is ontworpen door Balthzar Lange.

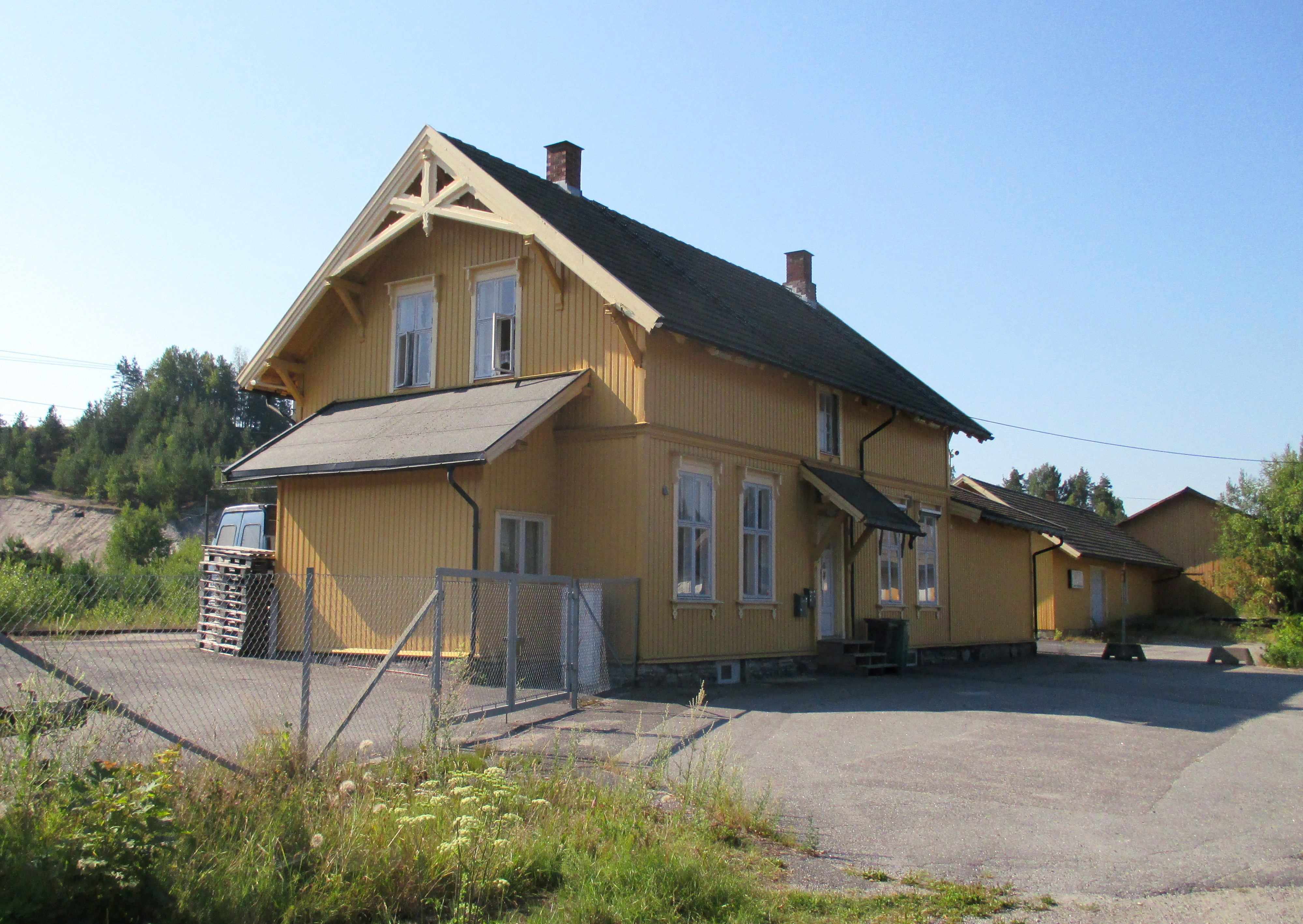
Het station in 2014